# セネカ郡 (オハイオ州)
座標: 北緯41度07分 西経83度07分 / 北緯41.117度 西経83.117度
セネカ郡（英: Seneca County）は、アメリカ合衆国オハイオ州の郡である。人口は58,683人（2000年）。郡庁所在地はティフィンである。

## 地理
アメリカ合衆国国勢調査局によると、この郡の総面積は1,431km2 (552mi2)である。
このうち1,426km2 (551mi2)が陸地、5km2 (2mi2)が水地域であり、総面積の0.35%を水地域が占めている。

### 隣接する郡
- サンダスキー郡 (Sandusky County) （北）
- ヒューロン郡 (Huron County) （東）
- クロウフォード郡 (Crawford County) （南東）
- ワイアンドット郡 (Wyandot County) （南西）
- ハンコック郡 (Hancock County) （西）
- ウッド郡 (Wood County) （北西）

## 人口動態
2000年国勢調査で、この郡の人口は58,683人、22,292世帯、及び15,738家族が暮らしている。人口密度は41人/km2 (107人/mi2)である。17軒/km2 (43軒/mi2)の密度に23,692世帯の住宅が建っている。この郡の人種的な構成は白人95.04%、アフリカン・アメリカン1.76%、先住民0.18%、アジア0.38%、太平洋諸島系0.01%、その他の人種1.39%、及び混血1.25%、人口の3.36%はヒスパニックまたはラテン系である。
22,292世帯のうち、33.40%は18歳未満の子供と同居しており、56.10%は夫婦で一緒に生活をしている。10.20%は夫のいない女性が世帯主であり、29.40%は独身である。全世帯の24.70%は一人暮らしであり、10.60%が65歳以上である。平均世帯人数は2.56人であり、平均家族人数は3.04人である。
この郡の住民は26.00%が18歳未満の未成年、18歳以上24歳以下は10.40%、25歳以上44歳以下27.20%、45歳以上64歳以下が22.40%、65歳以上が14.10%である。
中央値年齢は36歳である。女性100人あたりに対しての男性の人数比は98.00人である。18歳以上の女性100人あたりに対しての男性の人数比は95.70人である。
この郡の一世帯ごとの平均的な収入は38,037ドルであり、家族ごとの平均的な収入は44,600ドルである。男性32,387ドルに対して女性は22,383ドルの平均的な収入である。一人当たりの収入は17,027ドルである。人口の約6.10%及び家族の9.00%は貧困線以下である。全人口のうち18歳未満の9.60%と65歳以上の7.20%は貧困線以下の生活を送っている。

## 行政
詳細はオハイオ郡政府を参照

## 自治体
都市 
- ベルヴュー (Bellevue)（一部）
- フォストリア (Fostoria)（一部）
- ティフィン (Tiffin)

 村 

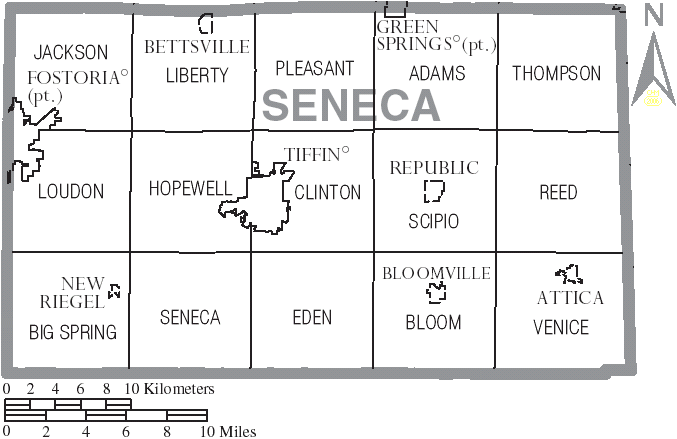
セネカ郡のコミュニティー及び郡区

| - アッティカ (Attica) - ベットヴィル (Bettsville) - ブルームヴィル (Bloomville) - グリーンスプリングス (Green Springs)（一部） - ニューリーゲル (New Riegel) - リパブリック (Republic) |

 郡区(タウンシップ) 
| - アダムス (Adams) - ビッグスプリング (Big Spring) - ブルーム (Bloom) - クリントン (Clinton) - エデン (Eden) | - ホープウェル (Hopewell) - ジャクソン (Jackson) - リバティ (Liberty) - ラウドン (Loudon) - プレザント (Pleasant) | - リード (Reed) - スキピオ (Scipio) - セネカ (Seneca) - トンプソン (Thompson) - ヴェニス (Venice) |

 他のコミュニティ 
| - エイドリアン (Adrian) - アルバーダ (Alvada) - アムスデン (Amsden) - アンガス (Angus) - アッティカジャンクション (Attica Junction) - バスカム (Bascom) - ベリック (Berwick) | - キャロライン (Caroline) - カロゾルス (Carrothers) - センター (Center) - クーパー (Cooper) - クローマーズ (Cromers) - ファイアーサイド (Fireside) - フラットロック (Flat Rock) | - フォートセネカ (Fort Seneca) - フランク (Frank) - フレンチタウン (Frenchtown) - Iler - インク (Ink) - カンザス (Kansas) - ロングリー (Longley) | - ローウェル (Lowell) - メイプルグローブ (Maple Grove) - Melmore - オールドフォート (Old Fort) - オマール (Omar) - リードタウン (Reedtown) - ロッカウェイ (Rockaway) | - スキピオ (Scipio) - Siam - スプリングヴィル (Springville) - セント・スティーブンス (St. Stephens) - スワンダー (Swander) - ワトソンズ (Watsons) - ウェスト (West Lodi) |

## 交通

### 主要高速道路
- 国道23号線
- 国道224号線

### その他の高速道路
| - オハイオ州道4号線 - オハイオ州道12号線 - オハイオ州道18号線 - オハイオ州道19号線 - オハイオ州道53号線 | - オハイオ州道67号線 - オハイオ州道100号線 - オハイオ州道101号線 - オハイオ州道162号線 - オハイオ州道228号線 | - オハイオ州道231号線 - オハイオ州道587号線 - オハイオ州道590号線 - オハイオ州道635号線 - オハイオ州道778号線 |

### 空港
- フォストリアメトロポリタン空港
- セネカ郡空港
- ウェイカー空港

## 参照
1. ↑  “オハイオ州の郡のプロフィール：セネカ郡” (PDF).   オハイオ州開発局. 2007年6月21日時点のオリジナルよりアーカイブ。2007年4月28日閲覧。
2. ↑   American FactFinder, United States Census Bureau 2008年1月31日閲覧。